# Губершвир
Губершви́р (фр. Gueberschwihr) — коммуна на северо-востоке Франции в регионе Гранд-Эст (бывший Эльзас — Шампань — Арденны — Лотарингия), департамент Верхний Рейн, округ Тан — Гебвиллер, кантон Вендзенем. До марта 2015 года коммуна административно входила в состав упразднённого кантона Руффак (округ Гебвиллер).
Эта местность славится своими фахверковыми домами и виноградниками. Многие здания имеют историческую ценность, а 78 из них считаются памятниками культурного наследия.
С 1983 по 1999 год Губершвир пережил три наводнения с оползнями.
Площадь коммуны — 8,91 км², население — 834 человека (2006) с тенденцией к стабилизации: 832 человека (2012), плотность населения — 93,4 чел/км².

## Население
Численность населения коммуны в 2011 году составляла 832 человека, а в 2012 году — 832 человека.
| 1962 | 1968 | 1975 | 1982 | 1990 | 1999 | 2006 | 2007 | 2011 | 2012 |
| ---- | ---- | ---- | ---- | ---- | ---- | ---- | ---- | ---- | ---- |
| 884  | 840  | 779  | 727  | 703  | 816  | 834  | 836  | 832  | 832  |

Динамика населения:

## Экономика
В 2010 году из 495 человек трудоспособного возраста (от 15 до 64 лет) 394 были экономически активными, 101 — неактивными (показатель активности 79,6 %, в 1999 году — 76,6 %). Из 394 активных трудоспособных жителей работали 373 человека (187 мужчин и 186 женщин), 21 числился безработным (12 мужчин и 9 женщин). Среди 101 трудоспособных неактивных граждан 29 были учениками либо студентами, 53 — пенсионерами, а ещё 19 — были неактивны в силу других причин.
На протяжении 2011 года в коммуне числилось 323 облагаемых налогом домохозяйства, в которых проживало 807 человек. При этом медиана доходов составила 25181 евро на одного налогоплательщика.

## Достопримечательности (фотогалерея)

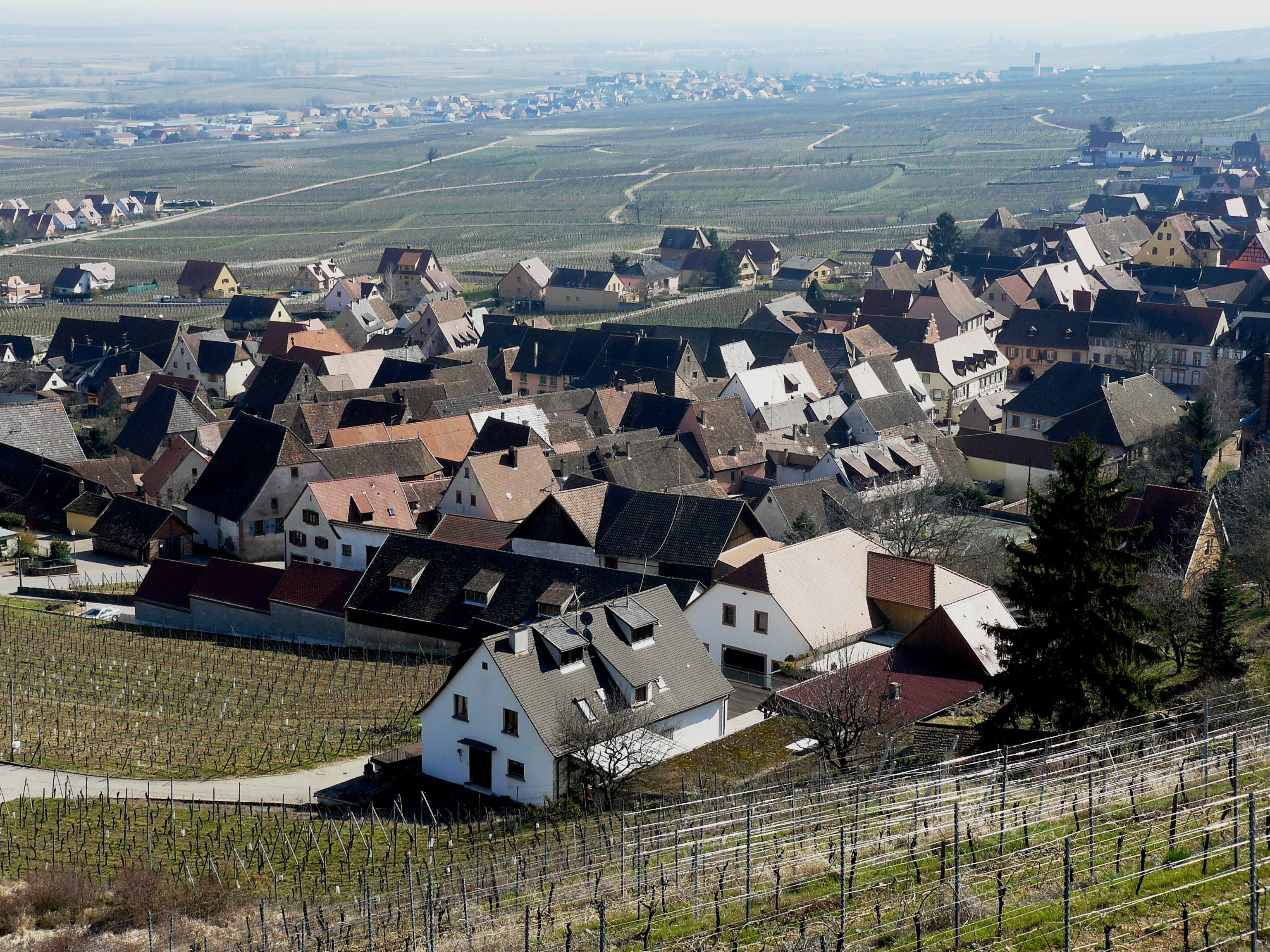
Вид на коммуну
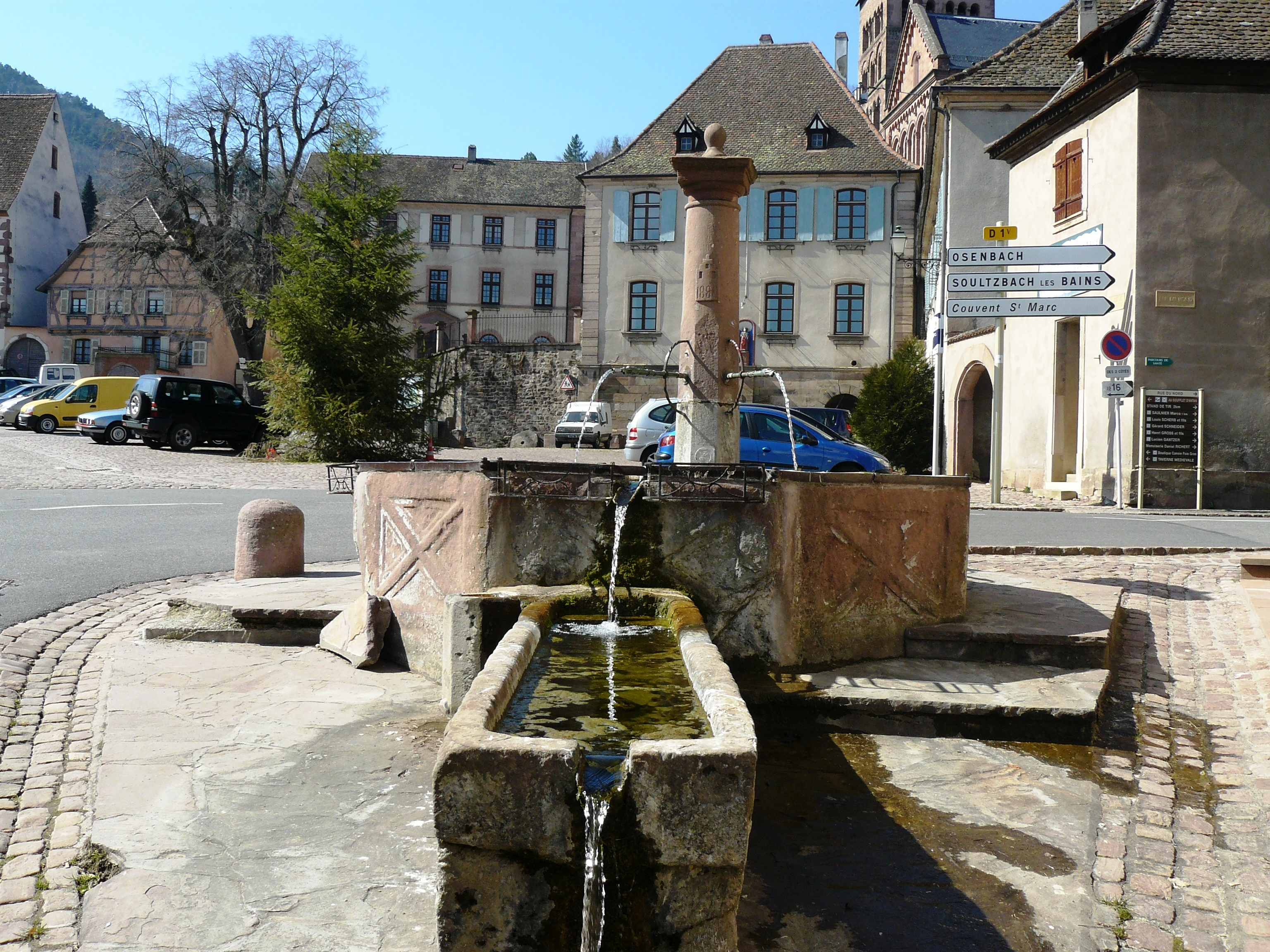
Фонтан на площади возле мэрии
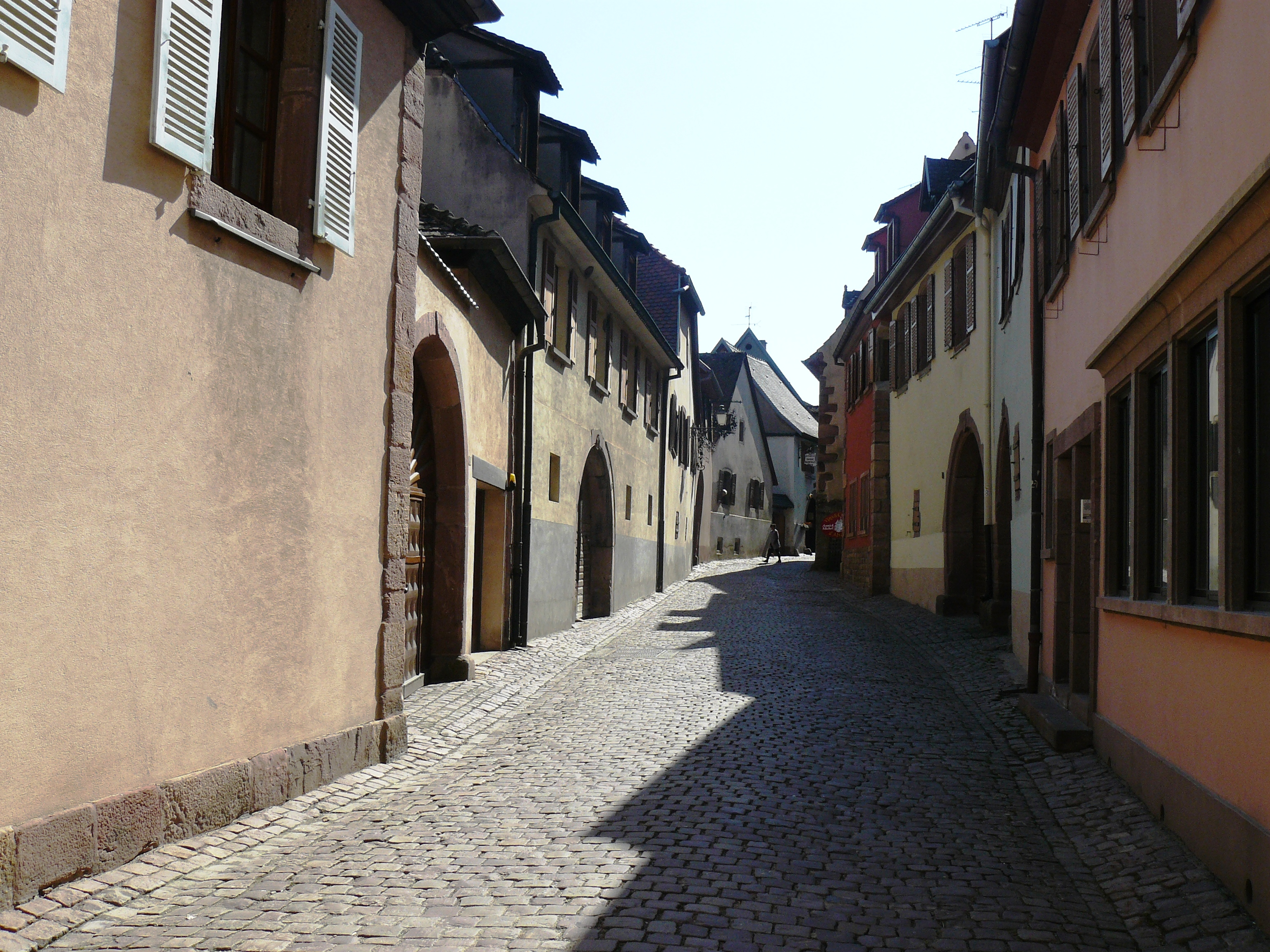
Улица в центре
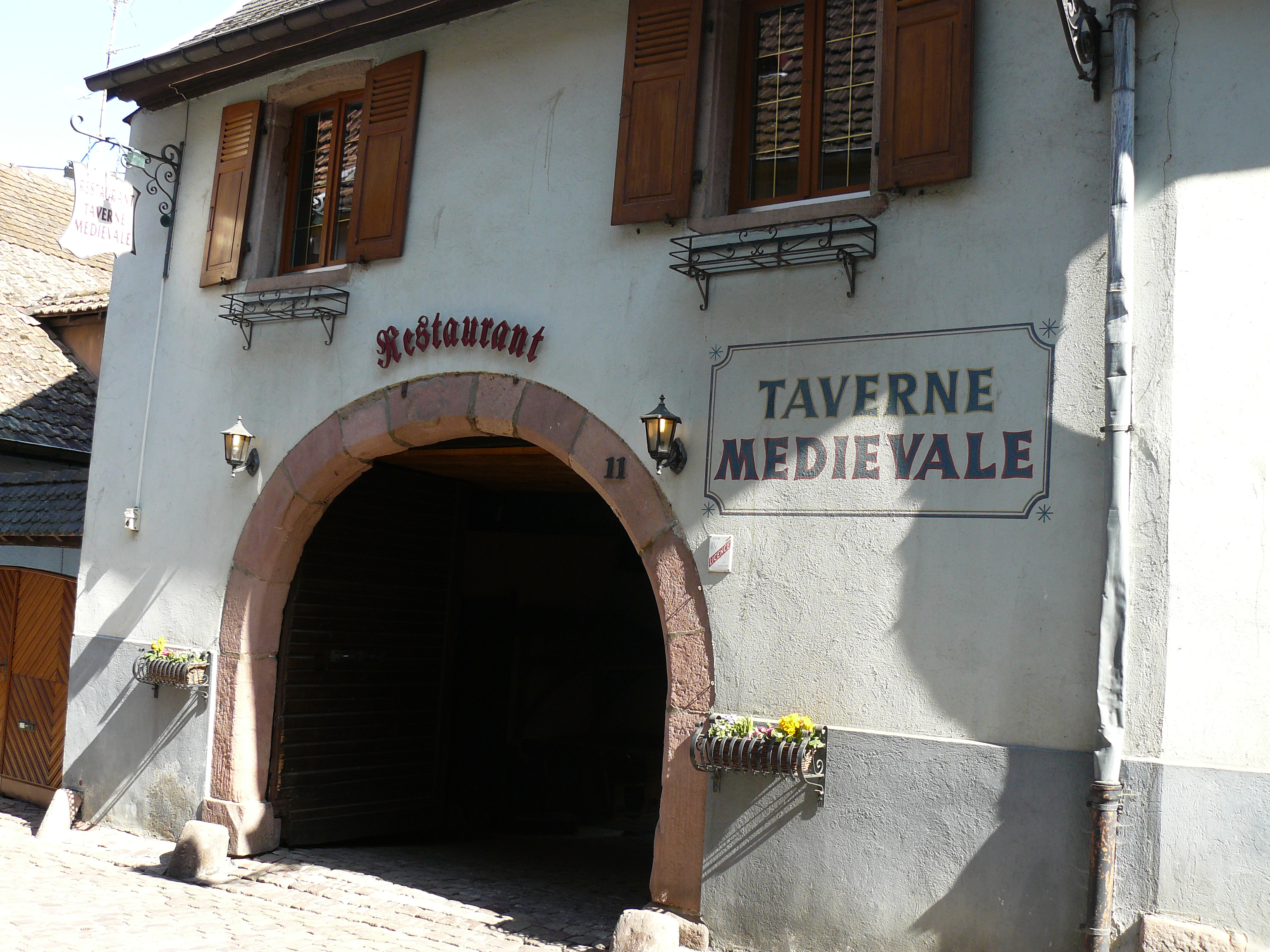
Таверна
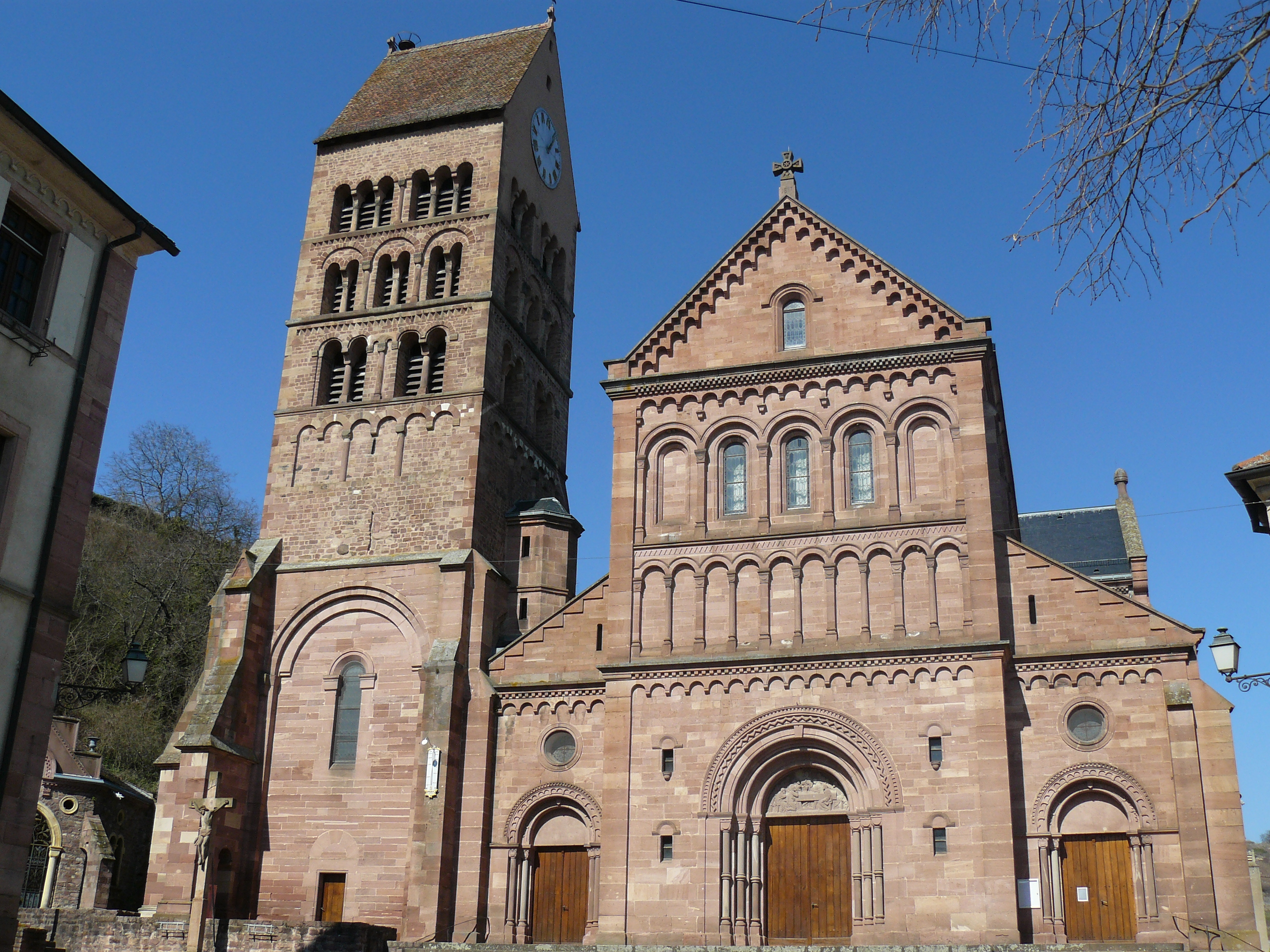
Церковь Сен-Пантелеймон
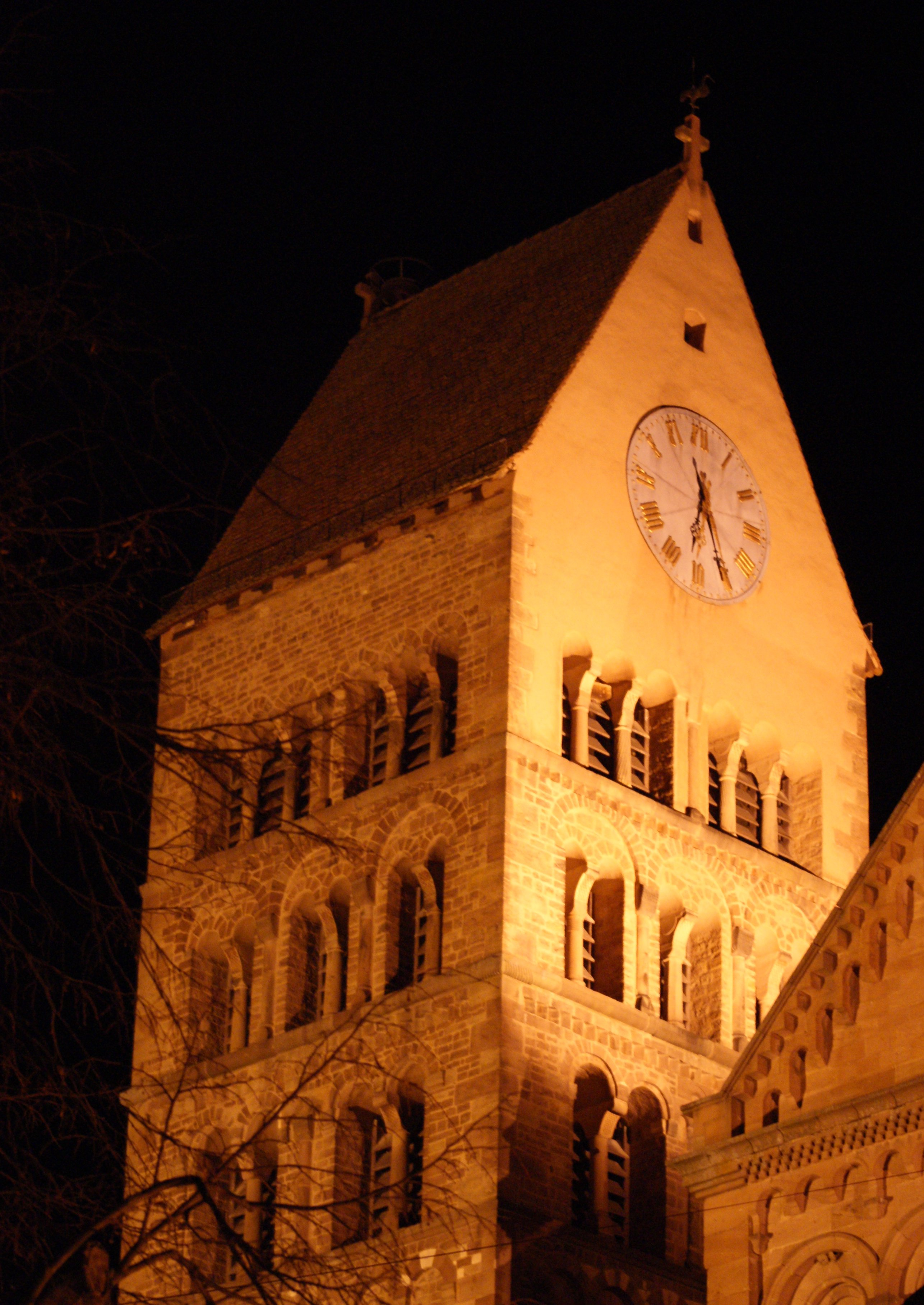
Колокольня